# 阿奎萊亞的赫馬戈拉斯
阿奎萊亞的聖赫馬戈拉斯（英語：Saint Hermagoras of Aquileiaalso，又寫作；弗留利語：或；？–約305年），一般認為是義大利北部阿奎萊亞的第一任主教。基督教傳統表明，他被聖馬克選為阿奎萊亞新生基督教社區的領袖，並被聖彼得祝聖為主教。聖赫馬戈拉斯和他的執事福圖納圖斯（英語：Saint Fortunatus）在該地區傳福音，但最終被尼祿的代表塞巴斯蒂斯逮捕。他們遭到酷刑和斬首。

## 崇敬

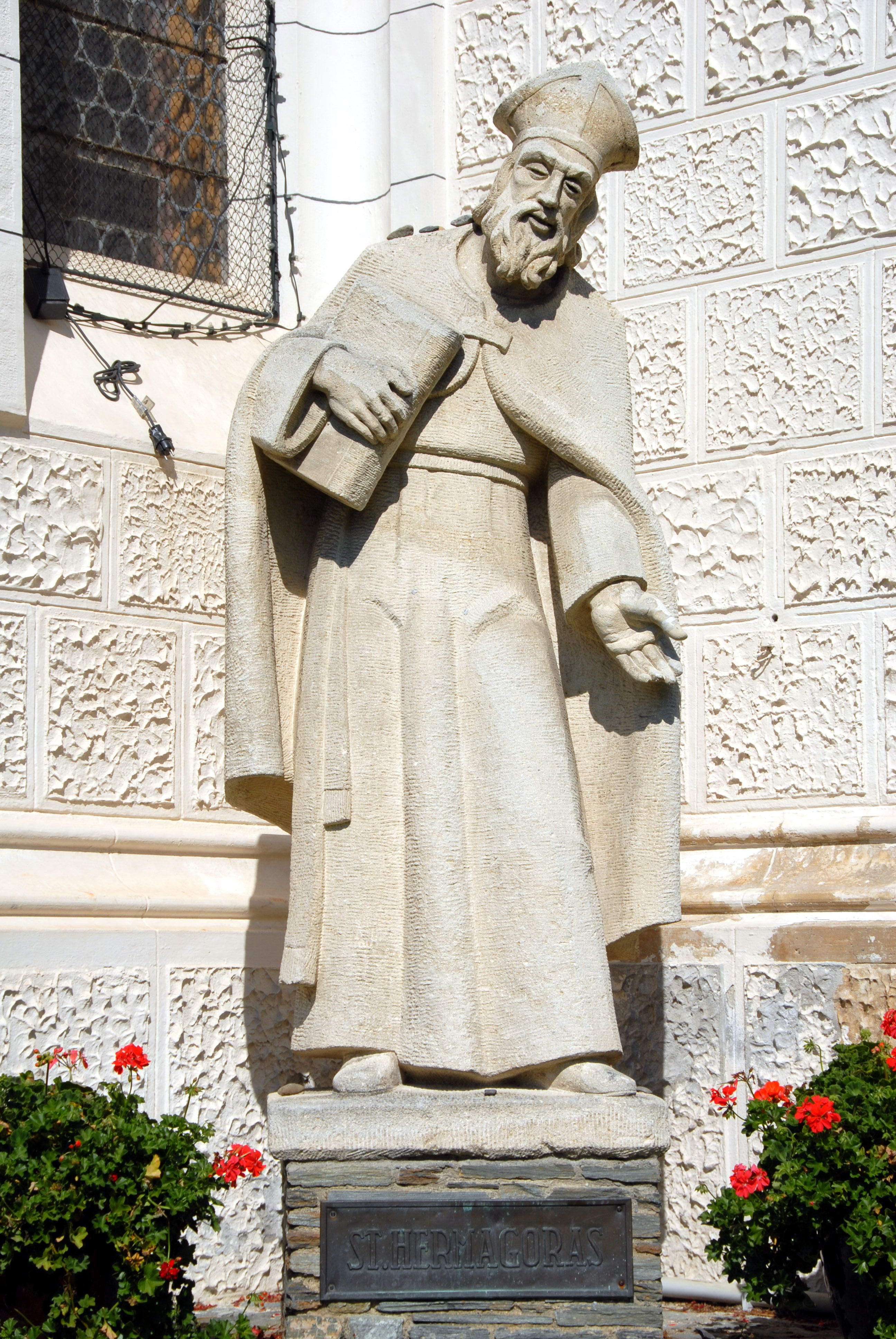
赫馬戈爾市的赫馬戈拉斯雕像。

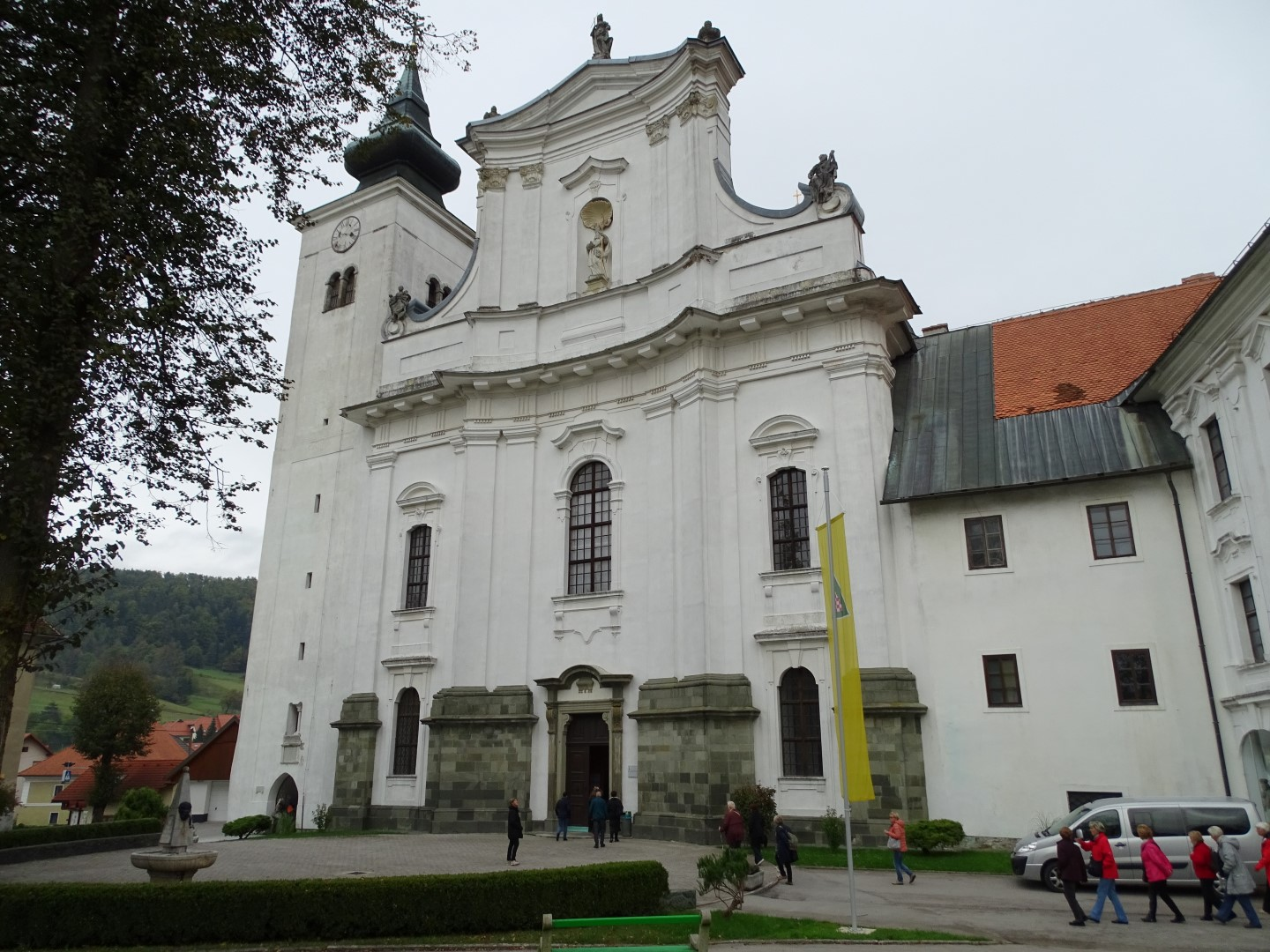
斯洛維尼亞戈爾尼格勒的聖赫馬戈拉斯和福圖納圖斯教堂

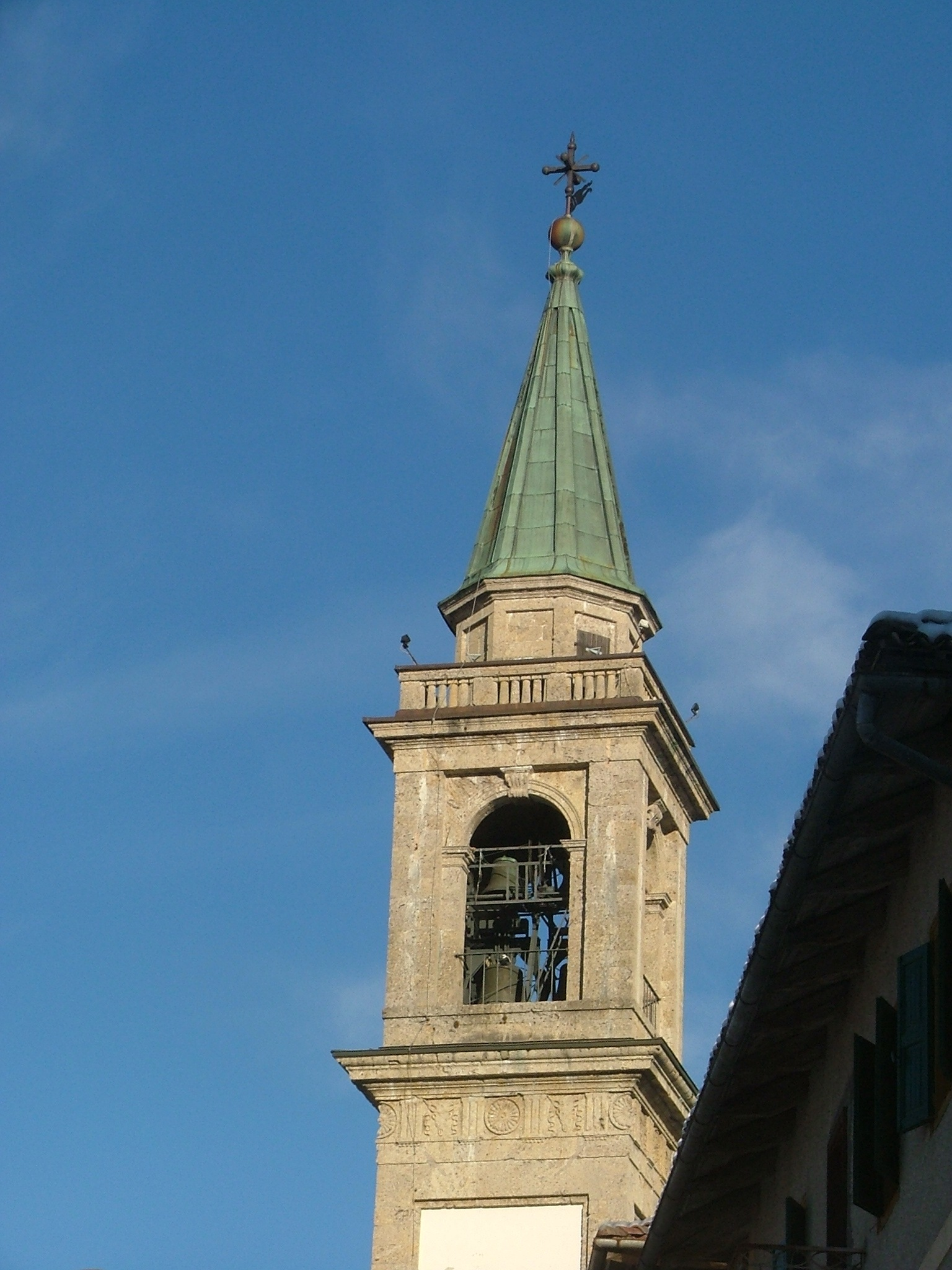
SS Ermagora 和 Fortunato 教堂鐘樓，卡多雷地區洛倫扎戈, 威尼托大區, 義大利。

赫馬戈拉斯被列為阿奎萊亞第一任主教的名字。他可能是生活在3世紀下半葉或4世紀初的主教或神父。然而，由於第一位主教的姓名或出身未知，8世紀出現的阿奎萊亞傳統使赫馬戈拉斯成為使徒時代的主教，他已被聖彼得本人祝聖。正如希波呂特·德萊哈耶所寫，“能夠生活在救世主的直接追隨者中是……光榮的……因此，教會的老贊助人被認為是福音書中的某些人，或者他們應該有基督在地球上生活的一部分 .”因此，錯誤的使徒起源被歸因於 赫馬戈拉斯和阿奎萊亞的教會。福圖納圖斯是赫馬戈拉斯的執事的傳統也可能是杜撰的，但一個名叫福圖納圖斯的基督徒可能是阿奎萊亞的一個單獨的殉道者。
赫馬戈拉斯和福圖納圖斯可能是在辛吉都儂（位於今貝爾格勒）被殺害的烈士。在那裡，大約304年戴克里先皇帝領導的宗教迫害期間，赫馬戈拉斯是一名講師，而福圖納圖斯是一名執事。他們的遺物可能在一個世紀後被帶到阿奎萊亞，那個城市成為他們崇拜的中心，就像在阿奎萊亞興起了對他們的使徒起源的信仰一樣。阿奎萊亞是最早可以不受阻礙地信奉基督教的城市之一。阿奎萊亞牧首是僅次於羅馬主教的西方教會第二重要人物。

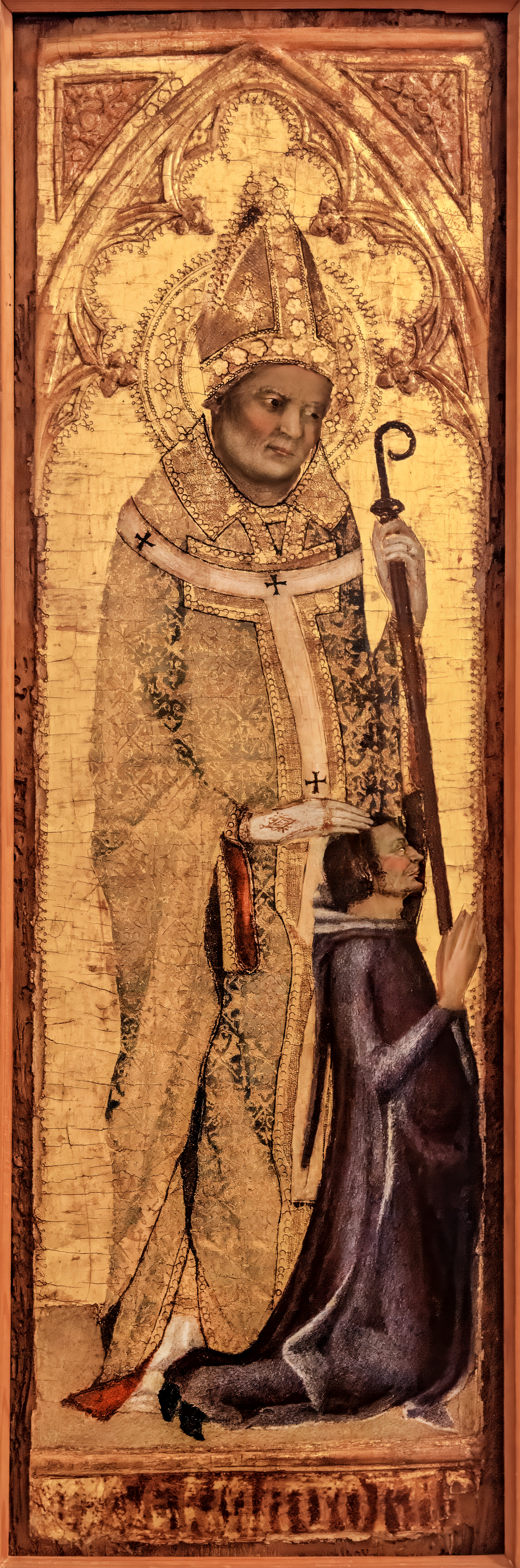
《聖赫馬戈拉斯》，馬泰奧·喬瓦內蒂，約1345年。面板上的金色和蛋彩畫，55 x 18 公分。威尼斯科雷爾博物館

他們的節日被記錄為7月12日，這在《羅馬殉道學》、阿奎萊亞教堂和其他各種教堂中都有進一步的記載。然而，維南提烏斯·福圖納圖斯在他的作品中並沒有提到赫馬戈拉斯，而是兩次提到福圖納圖斯的名字：一次在聖馬丁的生平中：《Ac Fortunati benedictam urnam》，第二次在他的《Miscellanea: Et Fortunatum fert Aquileiam suum》中。《熱羅尼莫的殉道》提到了 赫馬戈拉斯，但以一種被破壞的格式：「Armageri、Armagri、Armageri」。另有一些混亂之處，因為《熱羅尼莫的殉道》還列出了8月22日或23日下的“sanctorum Fortunate Hermogenis”。博蘭主義者認為這只是同一位聖人的重複。然而，8月14日的日曆中也提到了對聖費利克斯和阿奎萊亞的聖福圖納圖斯的崇拜。

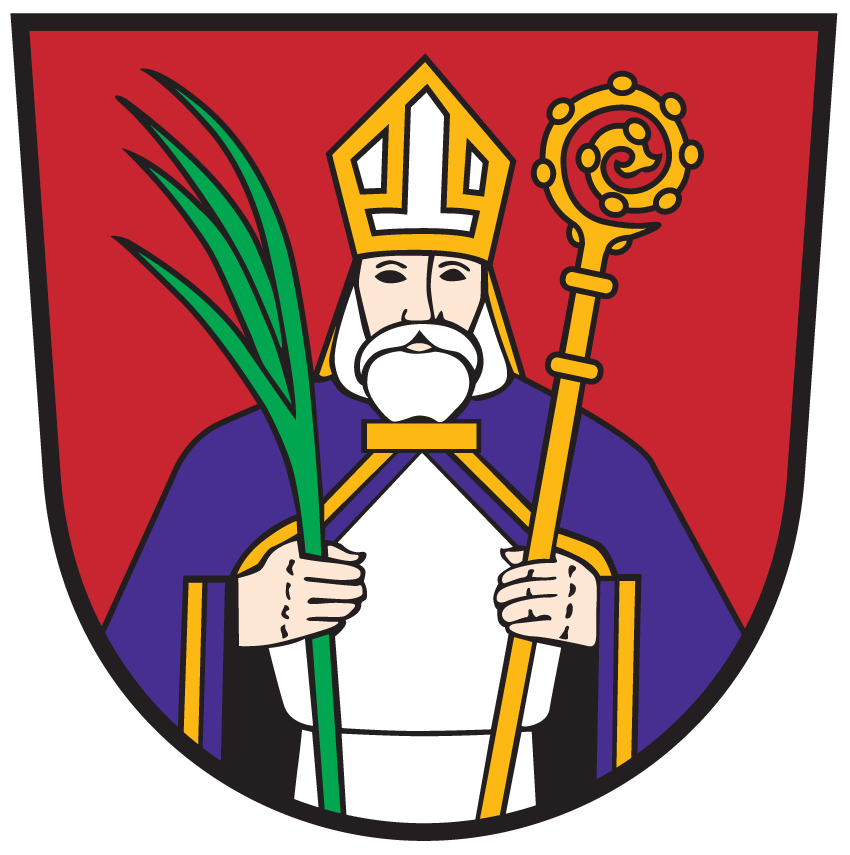
赫馬戈拉斯出現在赫馬戈爾的紋章上

赫馬戈拉斯的名字在現代奧地利的卡林西亞邦城市赫馬戈爾中得以保留。對他的崇拜在烏迪內、戈里齊亞和古爾克也很受歡迎。今天的阿奎萊亞大教堂包含12世紀的壁畫，其中一幅描繪了赫馬戈拉斯和聖彼得。
赫馬戈拉斯和福圖納圖斯在斯洛維尼亞人中特別受到崇敬，因為他們被來自阿奎萊亞的傳教士基督教化。 自1961年以來，聖爾馬戈拉斯和聖福圖納圖斯一直是盧布爾雅那總教區的次要贊助人，該教區於當年重新成立；以前，從1461年至1961年，他們是教區的主要贊助人。在斯洛維尼亞，共有7個教區教堂和25個分會教堂獻給聖赫馬戈拉斯和/或聖福爾圖納圖斯。成立於1851年的斯洛維尼亞最古老出版社被命名為赫馬戈拉斯社會。斯洛維尼亞東部的Šmohor村（位於拉什科區）以聖赫馬戈拉斯命名。

## 外部連結
- 维基共享资源上的相關多媒體資源：Hermagoras of Aquileia